# Savary IV van Thouars
Savary IV (1197 - 1274) was een zoon van Gwijde I van Thouars en van Adelheid van Mauléon. Hij volgde in 1269 zijn overleden broer Reinoud I van Thouars op als burggraaf van Thouars. Savary diende snel af te rekenen met een aantal erfrechten op zijn burggraafschap en diende 7750 ponden te betalen aan zijn neef Gwijde. Hij was gehuwd met Agnes van Pons, dochter van Reinoud II van Pons, en werd de vader van Adelheid.